# L'Atelier des sorciers
L'Atelier des sorciers (とんがり帽子のアトリエ, Tongaribōshi no atorie) est un seinen manga de Kamome Shirahama, prépublié dans le magazine Monthly Morning Two depuis juillet 2016 et publié par l'éditeur Kōdansha en volumes reliés. La version française est éditée par Pika Édition depuis mars 2018.
Une série dérivée intitulée La Cuisine des sorciers (とんがり帽子のキッチン, Tongaribōshi no kitchin), écrite et illustrée par Hiromi Satō, débute sa parution dans le Monthly Morning Two le 22 novembre 2019. La version française est également éditée par Pika Édition depuis novembre 2021.
Une série d'animation est en cours de production. La date de sortie a été annoncée depuis un teaser. La série devrait sortir en 2025 et sera produite par le studio d'animation BUG FILMS.

## Synopsis
Dans un monde de fantasy, ceux qui manipulent la magie depuis la naissance sont des sorciers et seuls ces derniers peuvent la pratiquer.
Coco, une jeune fille qui n'est pas née sorcière mais qui est passionnée par la magie depuis son enfance et travaillant avec sa mère, rencontre pour la première fois un sorcier du nom de Kieffrey. Elle décide de l’espionner pour découvrir la nature de la magie ainsi que celui des sorciers.
Redessinant un sort en cachette  depuis un livre avec un encrier qu'elle reçut d'un individu encapuchonné lors d'un festival quand elle était petite et du fait de son ignorance, elle commet un acte tragique en pétrifiant sa mère par accident en la transformant en cristal. Kieffrey, qui la sauve in extremis, décide de la prendre sous son aile afin qu'elle puisse sauver sa mère et découvrir le monde de la magie ainsi que des sorciers.

## Personnages

### Atelier de Kieffrey
Coco (ココ, Koko)
Personnage principal de l'histoire. Elle est passionnée de magie depuis son enfance mais ne peut la manier du fait qu'elle n'est pas née sorcière. Par le biais d'un sort reproduit en le dessinant, elle pétrifie sa mère par accident en la transformant en cristal. Sauvée par Kieffrey, elle devient la disciple de ce dernier afin de délivrer sa mère et lui permettre de découvrir un nouveau monde : celui des sorciers et ainsi de manipuler la magie.
Kieffrey (キーフリー, Kīfurī)
Jeune sorcier très souriant et très attentionné. Il fait connaissance de Coco dans la boutique que tient sa mère. Après que Coco ait malencontreusement transformée sa mère en cristal, il décide de la prendre comme disciple afin qu'elle puisse redessiner le sort et ainsi sauver sa mère. Il n'est pas né sorcier et a été retrouvé par Berbalute, un des trois grands sages alors qu'il avait été victime de sorciers qui lui ont arraché un œil. Il a trois autres disciples sous son aile : Tetia, Trice et Agathe. Il est très protecteur avec ses disciples.
Tetia (テティア, Tetia)
Elle est l'une des disciples de Kieffrey, c'est une apprentie qui est très joyeuse et qui déborde d'énergie. Elle aime qu'on la remercie. Son rêve est de créer un sort parfait pour flotter sur un nuage, qu'elle souhaite breveter pour le partager avec tout le monde.
Trice (リチェ, Riche)
La deuxième disciple de Kieffrey. C'est une fille qui a une personnalité froide, bornée et effacée qui n'a confiance qu'avec sa magie. Son aversion pour les techniques magiques communes est liée à son désir de préserver son identité unique. Elle est tout de même attentionnée et bienveillante envers les autres.
Agathe (アガット, Agatto)
La troisième disciple de Kieffrey, elle est très déterminée à devenir une sorcière renommée et tente de surpasser Kieffrey. Elle se montre très froide envers Coco du fait qu'elle n'est pas née sorcière. Elle la culpabilise très souvent et fera tout pour se débarrasser d'elle. Au fil de l'histoire, elle commencera à l'apprécier et à la soutenir. Elle devient même sa rivale. Au fil de l'histoire, on apprend que Agathe fait partie d'une grande famille de sorcier, la famille Akrome. Sa mère est l'une des gardienne de la Tour-Bibliothèque. Son objectif est de prouver à sa famille de quoi elle est capable puisqu'elle a été rejetée par cette dernière.
Olugio (オルーギオ, Orūgio)
Sentinelle de l'atelier de Kieffrey et meilleur ami de ce dernier. Ils se connaissent depuis l'enfance. Il s'occupe de surveiller l'atelier et n'est pas souvent d'accord avec les choix de Kieffrey. Malgré son apparence bourrue et son penchant pour l'isolement, Olugio est un inventeur talentueux et un conseiller précieux.
Le ver-pinceau (フデムシ, Fudemushi)
Animal de compagnie des sorciers. C'est un petit ver de poils blancs qui est attiré par l'odeur de l'encre magique qu'ils utilisent. Pinpin est le nom du ver-pinceau que Coco a rencontré lors de leur rencontre aux Monts Surréalistes. Il suivi Coco jusqu'a l'atelier. Pinpin est le nom que lui a donné Kieffrey. Cependant l'animal n'apprécie pas ce nom et préfère être appelé ver-pinceau.

### Les Trois Sages
Les Trois Sages sont des sorciers puissants qui dirigent la société magique. Chaque Sage occupe un rôle précis et essentiel au bon fonctionnement de la communauté. Il y a un Sage de l'Enseignement, un Sage de la Loi et le Sage de l'Amitié.
- Berdalute (ベルダルート, Berudarūto?)

Berdalute, l'un des Trois Sages, est un sorcier d'une grande puissance et chargé de l'enseignement au sein de l'Académie. Bien que son rang soit respecté, il est également connu pour son caractère excentrique, ce qui peut rendre sa collaboration parfois difficile. Autrefois, il fut le professeur de Kieffrey.
- Vinanna (ヴィナンナ, Vinanna?)

Vinanna est la sage de la Loi et dirigeante de la Milice Magique. Elle est responsables de la gouvernance des sorciers.
- Rahgra (ラーグラー, Rāgurā?)

Ancien assistant du Sage de l'Amitié, il est devenu le nouveau Sage après avoir exposé la corruption de son prédécesseur, Engendil.
- Engendil (エンゲンディル, Engendiru?)

Ancien Sage de l'Amitié, il a été remplacé par son assistant Rahgra après la révélation de corruption.

### La milice Magique
- Ysheath (イースヒース, Īsuhīsu?)

Ysheath est le vice-capitaine de la Milice Magique. C'est un homme strict et déterminé à l'application inflexible des lois. Il surveille de près Coco et Kieffrey, les suspectant de liens avec la Confrérie du Capuchon, et n'hésite pas à recourir à la force contre les enfants, comme Agathe et Coco, pour faire respecter les règles. Son obsession pour l'ordre et la loi le rend impitoyable, et il semble totalement absorbé par son travail, négligeant son apparence et les aspects personnels de sa vie.
- Utwin (ウトウィン, Utowin?)

Utwin est un membre de la Milice Magique chargé de former les recrues au combat, notamment en maniement de la lance. Originaire du nord, il connaît Olugio depuis l'enfance et se distingue par son apparence débraillée et son attitude désinvolte, en contraste avec la rigueur habituelle de la Milice. Bien que souvent perçu comme moins sérieux, Utwin est à la fois efficace et intelligent, prenant son travail au sérieux et respectant les ordres de Ysheath tout en employant des méthodes peu orthodoxes pour obtenir des informations.
- Garga (ガルガ, Garuga?)

Garga est un membre respecté de la Milice Magique, connu pour sa force et sa fiabilité en combat. Il est grand, musclé, et a des cheveux blancs et noirs tressés. Bien qu'il soit le seul de son équipe à être en couple, il se consacre pleinement à son travail, avec un caractère apprécié de tous, ce qui le rend capable de gérer Echo et Etranne, les membres les plus turbulents de son escouade avec bienveillance.
- Lulucy (ルルシィ, Rurushi?)

Lulucy est une membre de la Milice Magique. Elle a rejoint l'organisation après avoir été contrainte de quitter son enseignement à la suite d'une altercation avec son professeur. Soutenue par Ysheath, elle s'est ensuite engagée dans la Milice où elle se distingue par son assiduité et sa discrétion, tout en étant stricte lorsque nécessaire. Elle est une petite blonde aux yeux bleus, arborant un chignon tressé et une frange, avec un uniforme long de la milice.
- Etranne (エトラン, Etoran?)

Etranne, membre de l'escouade d'Ysheath au sein de la Milice Magique, est le frère jumeau d'Echo. Il a les cheveux verdâtres bouclés attachés en queue de cheval et porte l'uniforme de la Milice coupé au genou. Il se distingue par son attitude calme et responsable. En tant que frère aîné, il veille sur Echo, le réprimandant avec patience lorsqu'il devient trop agité.
- Echo (エコー, Ekō?)

Echo est l'un des plus jeunes membres de l'escouade d'Ysheath dans la Milice Magique et le frère jumeau d'Etranne. Avec ses cheveux bouclés et touffus attachés en queue de cheval, il se distingue par son énergie débordante et son penchant pour les bagarres. Il est souvent réprimandé par son frère pour ses comportements imprudents, comme lorsqu'il a attaqué Ysheath simplement pour le plaisir.

### Autres sorciers
Mr Nornois (ノルノア, Norunoa)
Mr Nornois est un sorcier qui travaille avec son petit-fils Tarta dans sa boutique de fournitures magiques, L’Épée Étoilée, située à Carn, une ville proche de l'atelier de Kieffrey.
Tarta (ターア, Tāta)
Tarta est le petit-fils de Mr Nornois. Il travaille avec lui à L’Épée Étoilée.

## Factions

### Sorciers
Les sorciers sont des individus qui maîtrisent l'art de la magie. Ils ne sont affiliés à aucune nation, n'ont pas de charges locatives et reçoivent leur rémunération grâce à une taxe magique prélevée sur les ignorants. En échange de cette taxe, les sorciers ont l'obligation de servir le peuple. Bien que la magie puisse théoriquement être pratiquée par n'importe qui, les sorciers ont gardé le secret de cet art avec une rigueur sévère depuis le Jour de la Conjuration. La communauté des sorciers est dirigée par les Trois Sages, et leurs pratiques sont régulées par un ensemble de lois sur la magie, mises en œuvre et surveillées par la Milice Magique.
Avant le Jour de la Conjuration, le terme sorcier désignait simplement toute personne utilisant la magie, qui était alors largement accessible. Cependant, lors du Jour de la Conjuration, un nombre restreint de sorciers décida de mettre fin aux abus liés à la magie. Ce groupe commença à effacer le souvenir de la magie chez les sorciers qu'ils ne jugeaient pas dignes de confiance, et à n'enseigner la magie qu'à un nombre très limité d'apprentis. Les sorts sur le corps humain, les mélanges de magie et de médecine, ainsi que toute magie nuisible furent bannis. Ceux qui s'opposèrent à ces nouvelles règles et réussirent à échapper à l'effacement de mémoire formèrent la Confrérie du Capuchon.

### La Confrérie du Capuchon
La Confrérie du Capuchon est un groupe de sorciers qui évolue en marge des lois établies par le Conseil de la Magie. Ces sorciers hors-la-loi se distinguent par leur pratique de sorts interdits, tels que la magie sur le corps humain, la transformation et la nécromancie. Contrairement aux sorciers légaux, qui doivent porter des chapeaux sans bord pour camoufler leur identité, les membres de la Confrérie ont la liberté de choisir des chapeaux aux formes variées et souvent plus extravagantes, y compris des masques ou des chapeaux à larges bords.
La Confrérie du Capuchon est née en réaction au Jour de la Conjuration, un événement majeur dans l'histoire de la magie. Ce jour a marqué l'instauration d'une règle selon laquelle seuls quelques individus étaient autorisés à pratiquer la magie. Pour maintenir cette règle, le Conseil de la Magie a décidé de supprimer la mémoire de la magie des individus non autorisés, les transformant en ignorants. Ceux qui ont accepté cette nouvelle réalité ont été appelés les sorcier, tandis que ceux qui ont rejeté cette décision sont devenus des parias, formant ainsi la Confrérie du Capuchon. Contrairement à ce que pourrait laisser entendre leur nom, la Confrérie n'est pas une organisation structurée ou hiérarchisée, mais plutôt un ensemble disparate d'individus unis par leur rejet des règles établies et leur pratique de la magie interdite.

### La Milice Magique
Les Chevaliers de la Milice Magique, souvent désignée simplement comme la Milice Magique, est un ordre de sorciers responsable de l'application des lois établies lors du Jour de la Conjuration. Leur mission principale est de surveiller et de faire respecter les règlements concernant la magie. Ils se consacrent à traquer les membres de la Confrérie du Capuchon, ainsi que les sorciers impliqués dans la pratique de sorts illégaux. Les Chevaliers de la Milice Magique effacent la mémoire de ceux qui découvrent le secret de la magie ainsi que celle des sorciers qui enfreignent les règles en utilisant des sorts interdits ou d'autres pratiques magiques prohibées. Leur rôle est crucial pour maintenir l'ordre et la confidentialité autour de la pratique magique.

### Ignorants
Le terme ignorant désigne ceux qui ne pratiquent pas la magie et ignorent qu'elle peut être apprise. Les ignorants se perçoivent comme distincts des sorciers, une différence renforcée par ces derniers pour préserver le secret de la magie. Les sorciers, bien qu'ils fournissent leur aide gratuitement, reçoivent en échange une taxe des ignorants pour soutenir leur pratique. La nature des relations entre sorciers et ignorants dépend largement de l'engagement individuel des sorciers, mais en général, les ignorants manifestent un grand respect pour ceux qui les assistent, admirant leurs pouvoirs. Certains enfants ignorants rêvent de devenir sorciers, un souhait souvent considéré comme irréalisable dans leur société. Cependant, des cas exceptionnels existent, comme celui de Coco, une enfant née ignorante qui découvrit le secret de la magie et devint finalement une sorcière.

## Villes et lieux importants

### Carn
Carn est une petite ville située à proximité de l'atelier de Kieffrey, et elle est devenue le foyer de nombreux sorciers de la région. La ville est divisée en deux quartiers distincts : l'un réservé aux sorciers et l'autre aux ignorants. Les sorciers résident sur une île accessible uniquement par un ferry qui est interdit aux ignorants.
- L'épée Étoilé

L'Épée Étoilée est une boutique de fournitures pour sorciers, située à Carn. Elle est dirigée par Mr Nornois et est assistée par son petit fils, Tarta. Elle propose une vaste gamme de produits destinés aux pratiquants de la magie. On y trouve des encres magiques, des potions, ainsi que divers accessoires et objets nécessaires à l'écriture. Un arbre argenté majestueux, planté au centre de la boutique, ajoute une touche unique à la boutique. De plus, cette arbre leur est indispensable car c'est grâce aux branche que l'on fabrique l'encre magique.
- L'hôpital de Carn

L'hôpital de Carn est un bâtiment situé dans la ville de Carn, où il sert de centre hospitalier et de réhabilitation pour les sorciers et les ignorants. Tous les médecins et docteurs travaillant dans cet établissement sont des ignorants, car les sorciers sont interdits de recherche ou d'apprentissage en médecine et en magie de guérison depuis le Jour de la Conjuration.
- L'Atelier de Kieffrey

L'Atelier de Kieffrey est le lieu où il enseigne la magie à ses apprentis. Niché dans une région reculée des collines de Narkiwan, non loin de la ville de Carn, cet atelier offre un cadre tranquille pour l'apprentissage. Kieffrey y réside avec ses apprentis et Olugio, le sentinelle de l'atelier. L'atelier est volontairement loin de l'Académie.

### L'Académie
L'Académie est une citadelle fortifiée située sous la mer, qui abrite la majorité des sorciers. Elle est financée par la taxe magique imposée aux ignorants par le roi d'Esrest. Ce soutien financier permet à l'Académie de maintenir ses infrastructures et de continuer à jouer son rôle central dans le monde des sorciers.

### Tour-Bibliothèque
La Tour-Bibliothèque est une imposante tour magique située au centre d'un lac dont l'emplacement exact reste un mystère.Cette tour renferme tout ce qui a été écrit dans le monde. Elle est protégée par un gigantesque serpent qui réside dans le lac entourant la tour et attaque quiconque tente de s'en approcher. En plus du serpent, elle est surveillée par quatre libraires, dont la mère d'Agathe, qui veillent à la sécurité et à l'intégrité de ce précieux sanctuaire du savoir.

### Les Mont Surréalistes
Les Monts Surréalistes forment une chaîne de montagnes flottantes, marquées par une ancienne magie puissante. Ce lieu, réputé dangereux pour les jeunes sorciers, est le site de la première épreuve des apprentis, qui doivent y cueillir la précieuse « Malherbe couronnée ». Les montagnes, recouvertes de végétation, varient en hauteur et en position, allant des cimes nuageuses aux eaux du lac environnant, avec une gravité affectant à la fois objets et animaux.

### La Grotte du Serpent
La Grotte du Serpent, située sur le cap de Romonon, est un lieu de formation emblématique pour les sorciers. Ce site, vestige de l'époque avant le Jour de la Conjuration, a été choisi pour la deuxième épreuve des apprentis sorciers.
La grotte est un vaste réseau souterrain qui évoque le labyrinthe complexe de l'ancienne civilisation de Romonon. Jadis, cette caverne servait de passage vers une ville prospère, réputée pour ses artisans magiciens qui créaient des œuvres en or d'une finesse inégalée. Ces artisans et leurs descendants avaient construit un chemin en forme de serpent pour filtrer les visiteurs, ne laissant entrer que ceux qu'ils jugeaient dignes de partager leurs richesses et savoirs. Les visiteurs indésirables se perdaient dans les méandres labyrinthiques de la grotte, incapables d'atteindre la ville.
Avec le temps, Romonon est devenu de plus en plus exclusif et condescendant, excluant même ses propres habitants jugés inutiles, qui étaient transformés en statues pour décorer la ville. Cette fermeture sur elle-même a conduit à des conflits internes, affaiblissant la civilisation jusqu'à son effondrement.

## Les Épreuves du Pentagramme

### 1. La permission du Roi
Cette épreuve se déroule au Mont Surréalistes. Les candidats doivent cueillir une malherbe couronnée à l'aide de leurs objets magiques afin de pouvoir devenir apprenti. Seulement, cette épreuve ne peut être passée qu'une seule fois. Enfin, les nouvellements apprentis choisissent leur maître et non l'inverse. Lorsque le sorcier aura choisi son maître, il devra porter l'uniforme de son maître.

### 2. Le Dévouement du Chevalier
L'épreuve du Dévouement du Chevalier se déroule au Cap Romonon, dans la grotte du Serpent. Lors de cette épreuve, les participants doivent guider les bébés merffon à travers la grotte. Les participants doivent être munis d'une cape qui les camoufle et doivent effectuer des sorts sans être vus par les bébés merffon. Cette épreuve a pour but de simuler la fabrication de sort devant les ignorants. Ainsi, après avoir réussi cette épreuve, les apprentis pourront effectuer des sorts devant les ignorants.

### 3. L'Énigme du Portier
L'énigme du Portier est la troisième épreuve. Après l'avoir passée, les apprentis pourront accéder à la Tour-Bibliothèque.

### 4. La Bénédiction de la Reine
La Bénédiction de la Reine est la quatrième épreuve du Pentagramme. Après l'avoir complétée, les sorciers peuvent abandonner l'uniforme de leur maître pour pouvoir mettre la tenue qu'ils souhaitent.

### 5. L'Enseignement des Sages
L'Enseignement des Sages est l'ultime épreuve du Pentagramme. Cela offre aux sorciers l'ayant passée la possibilité d'enseigner à des apprentis.

## Manga

logo de la version originale du manga.

L'Atelier des sorciers débute sa parution dans le Monthly Morning Two de l'éditeur Kōdansha le 22 juillet 2016. Kōdansha publie la série sous format tankōbon depuis le 23 janvier 2017.
La série est publiée en version française par Pika Édition depuis le 7 mars 2018. Des agendas inspirés de la série sont également sortis le 2 octobre 2019  (ISBN 9782811653170) et le 10 juin 2020  (ISBN 9782376320470). En Amérique du Nord, la série est éditée par Kodansha USA avec un premier volume sorti en avril 2019.
Une série dérivée intitulée La Cuisine des sorciers (とんがり帽子のキッチン, Tongaribōshi no kitchin), écrite et illustrée par Hiromi Satō, débute sa parution dans le Monthly Morning Two le 22 novembre 2019. Le premier tankōbon est publié le 22 mai 2020. La version française est publiée par Pika Édition depuis le 3 novembre 2021.
Pika Édition lance une nouvelle édition de L'Atelier des Sorciers appelée « Édition grimoire » le 22 janvier 2025, a l'occasion du Festival d'Angoulême de 2025. Il s'agit de tomes doubles en grand format avec une couverture cartonnée et des finitions spéciales comme une dorure. Cette édition contient des pages couleur supplémentaires et des bonus provenant des artbooks de l'édition originale. Un nouveau volume sortira environ tous les trois mois.

### L'Atelier des sorciers
| no                                    | Japonais          | Japonais                                                                   | Français          | Français                                                                   |
| no                                    | Date de sortie    | ISBN                                                                       | Date de sortie    | ISBN                                                                       |
| ------------------------------------- | ----------------- | -------------------------------------------------------------------------- | ----------------- | -------------------------------------------------------------------------- |
| 1                                     | 23 janvier 2017   | 978-4-06-388690-0                                                          | 7 mars 2018       | 978-2-8116-3877-1 (édition standard) 978-2-8116-4134-4 (édition limitée)   |
| Liste des chapitres : Chapitres 1-5   |                   |                                                                            |                   |                                                                            |
| 2                                     | 23 août 2017      | 978-4-06-510138-4 (édition standard) 978-4-06-510203-9 (édition limitée)   | 6 juin 2018       | 978-2-8116-4089-7                                                          |
| Liste des chapitres : Chapitres 6-11  |                   |                                                                            |                   |                                                                            |
| 3                                     | 23 février 2018   | 978-4-06-510930-4 (édition standard) 978-4-06-510894-9 (édition limitée)   | 3 octobre 2018    | 978-2-8116-4394-2 (édition standard) 978-2-8116-4562-5 (édition limitée)   |
| Liste des chapitres : Chapitres 12-17 |                   |                                                                            |                   |                                                                            |
| 4                                     | 21 septembre 2018 | 978-4-06-512681-3 (édition standard) 978-4-06-511766-8 (édition limitée)   | 3 avril 2019      | 978-2-8116-4826-8 (édition standard) 978-2-8116-4827-5 (édition limitée)   |
| Liste des chapitres : Chapitres 18-23 |                   |                                                                            |                   |                                                                            |
| 5                                     | 23 mai 2019       | 978-4-06-515597-4 (édition standard) 978-4-06-515598-1 (édition limitée)   | 23 octobre 2019   | 978-2-8116-5222-7 (édition standard) 978-2-8116-5229-6 (édition limitée)   |
| Liste des chapitres : Chapitres 24-29 |                   |                                                                            |                   |                                                                            |
| 6                                     | 21 novembre 2019  | 978-4-06-517778-5 (édition standard) 978-4-06-517909-3 (édition limitée)   | 10 juin 2020      | 978-2-8116-5559-4 (édition standard) 978-2-8116-5601-0 (édition limitée)   |
| Liste des chapitres : Chapitres 30-35 |                   |                                                                            |                   |                                                                            |
| 7                                     | 22 mai 2020       | 978-4-06-519266-5 (édition standard) 978-4-06-520266-1 (édition limitée)   | 25 novembre 2020  | 978-2-8116-5913-4 (édition standard) 978-2-8116-5939-4 (édition limitée)   |
| Liste des chapitres : Chapitres 36-40 |                   |                                                                            |                   |                                                                            |
| 8                                     | 23 décembre 2020  | 978-4-06-521625-5 (édition standard) 978-4-06-521626-2 (édition limitée)   | 2 juin 2021       | 978-2-8116-6350-6 (édition standard) 978-2-8116-6461-9 (édition limitée)   |
| Liste des chapitres : Chapitres 41-45 |                   |                                                                            |                   |                                                                            |
| 9                                     | 21 juillet 2021   | 978-4-06-524100-4 (édition standard) 978-4-06-524098-4 (édition limitée)   | 10 novembre 2021  | 978-2-8116-6636-1 (édition standard) 978-2-8116-6557-9 (édition limitée)   |
| Liste des chapitres : Chapitres 46-51 |                   |                                                                            |                   |                                                                            |
| 10                                    | 21 avril 2022     | 978-4-06-527412-5 (édition standard)                                       | 14 septembre 2022 | 978-2-8116-7276-8 (édition standard) 978-2-8116-7174-7 (édition limitée)   |
| Liste des chapitres : Chapitres 52-57 |                   |                                                                            |                   |                                                                            |
| 11                                    | 11 octobre 2022   | 978-4-06-529605-9 (édition standard) 978-4-06-529604-2 (édition limitée)   | 14 juin 2023      | 978-2-8116-8004-6 (édition standard) 978-2-8116-8144-9 (édition limitée)   |
| Liste des chapitres : Chapitres 58-62 |                   |                                                                            |                   |                                                                            |
| 12                                    | 22 juin 2023      | 978-4-06-531969-7 (édition standard) 978-4-06-531829-4 (édition limitée)   | 15 novembre 2023  | 978-2-8116-8473-0 (édition standard) 978-2-8116-8506-5 (édition limitée)   |
| Liste des chapitres : Chapitres 63-68 |                   |                                                                            |                   |                                                                            |
| 13                                    | 22 février 2024   | 978-4-06-534652-5 (édition standard) 978-4-06-534727-0 (édition collector) | 16 octobre 2024   | 978-2-8116-9355-8 (édition standard) 978-2-8116-9489-0 (édition collector) |
| Liste des chapitres : Chapitres 69-75 |                   |                                                                            |                   |                                                                            |
| 14                                    | 23 avril 2025     | 978-4-06-539182-2 (édition standard)                                       | 20 août 2025      | 979-1-0433-0177-3 (édition standard) 979-1-0433-0148-3 (édition collector) |
| Liste des chapitres : Chapitres 76-83 |                   |                                                                            |                   |                                                                            |

### La Cuisine des sorciers
| no | Japonais         | Japonais          | Français         | Français          |
| no | Date de sortie   | ISBN              | Date de sortie   | ISBN              |
| -- | ---------------- | ----------------- | ---------------- | ----------------- |
| 1  | 22 mai 2020      | 978-4-06-519334-1 | 3 novembre 2021  | 978-2-8116-6284-4 |
| 2  | 23 décembre 2020 | 978-4-06-521627-9 | 2 mars 2022      | 978-2-8116-6802-0 |
| 3  | 21 juillet 2021  | 978-4-06-524099-1 | 16 novembre 2022 | 978-2-8116-7216-4 |
| 4  | 21 avril 2022    | 978-4-06-527594-8 | 15 mars 2023     | 978-2-8116-7743-5 |
| 5  | 21 octobre 2022  | 978-4-06-529699-8 | 15 novembre 2023 | 978-2-8116-8093-0 |

Le 5 avril 2022, Kōdansha annonce qu'une adaptation anime aura lieu sans donner de date précise ni le studio d'animation chargé du projet.
Le 5 juillet 2024, durant l'Anime Expo 2024, un teaser a été dévoilé. Il révèle notamment que la série sortira en 2025 et que le studio d'animation sera BUG FILMS. La série est réalisée par Ayumu Watanabe et le producteur de la série est Hiroako Kojima

## Réception
En juillet 2018, les trois premiers volumes avaient été vendus à plus de 700 000 exemplaires. En septembre 2018, les quatre premiers volumes avaient été vendus à plus d'un million d'exemplaires. En avril 2022, le manga avait plus de 2,5 millions d'exemplaires en circulation dans le monde. Aujourd'hui, plus de 5,5 millions de copies ont été vendues à travers le monde.
En 2018, la série est classée 6e du top 20 du classement Kono Manga ga sugoi! des meilleurs mangas pour les lecteurs masculins. La même année, le manga est nommé pour le 11e prix Manga Taishō. Le manga est également sélectionné dans la catégorie générale du 42e et 44e Prix du manga Kōdansha en 2018 et 2020, L'Atelier des sorciers a remporté le 24e prix Manga Barcelona pour la catégorie seinen en 2018.
En 2019, L'Atelier des sorciers est lauréat du Next Trending Manga Award dans le Ridibooks Comic Award 2019,. Le manga est nommé au Festival d'Angoulême 2019 dans la sélection Jeunesse et remporte aussi le Daruma d'or manga de la Japan Expo Awards 2019. Le manga a également gagné le Prix Mangawa 2019 du meilleur seinen. L'Atelier des sorciers a été choisi comme l'un des meilleurs mangas au Comic-Con International 2019.
En 2020, le manga remporte le prix Babelio et la série reçoit en juillet 2020 le prix Eisner de la meilleure adaptation américaine d'une œuvre étrangère (Asie), ex æquo avec Les Chats du Louvre de Taiyō Matsumoto,. La même année, le manga est sélectionné dans le top 10 des meilleurs romans graphiques pour les adolescents par la Young Adult Library Services Association (en) (YALSA) de l'American Library Association et remporte le Prix Harvey dans la catégorie du meilleur manga,,.